# Colline des Muses
La colline des Muses (en grec moderne : Λόφος Μουσών) ou colline de Philopappos (Λόφος Φιλοπάππου) est une colline d'Athènes culminant à 147 mètres d'altitude sur laquelle se trouve le monument de Philopappos.

## Histoire
Elle faisait partie des fortifications de la ville antique, et reçut à plusieurs reprises des garnisons macédoniennes au cours de la période hellénistique, la première fois à la suite de la prise de la ville par Démétrios Ier Poliorcète en 294 av. J.-C. Sa prise par les Athéniens fut l'un des hauts faits de la révolte de la ville contre ce roi en 287 av. J.-C.
Située face à l'acropole d'Athènes, elle fut souvent utilisée par les assiégeants lors des sièges de la forteresse, comme celui de Francesco Morosini en 1687 et au cours de la guerre d'indépendance.
Deux grottes sont creusées dans la roche du versant oriental et sont connues comme la prison de Socrate. En réalité, ce sont les restes d’une résidence du IVe siècle av. J.-C. qui a été identifiée à tort comme le lieu où le condamné parlait avant son exécution avec son ami Criton et là où il a connu la mort. Pendant la Seconde Guerre mondiale, les grottes ont été couvertes d’un mur de protection en béton pour être utilisées comme une crypte pour les antiquités du Musée archéologique national.

## Quartier
Le quartier de Filopáppou est situé entre ceux de Koukáki, de Petrálona, de Makriyánni et de l'Acropole. Il prend son nom de la colline autour de laquelle il s'est développé. Il est desservi par la ligne 2 du métro (station Syngroú-Fix) et par des lignes de trolleybus.

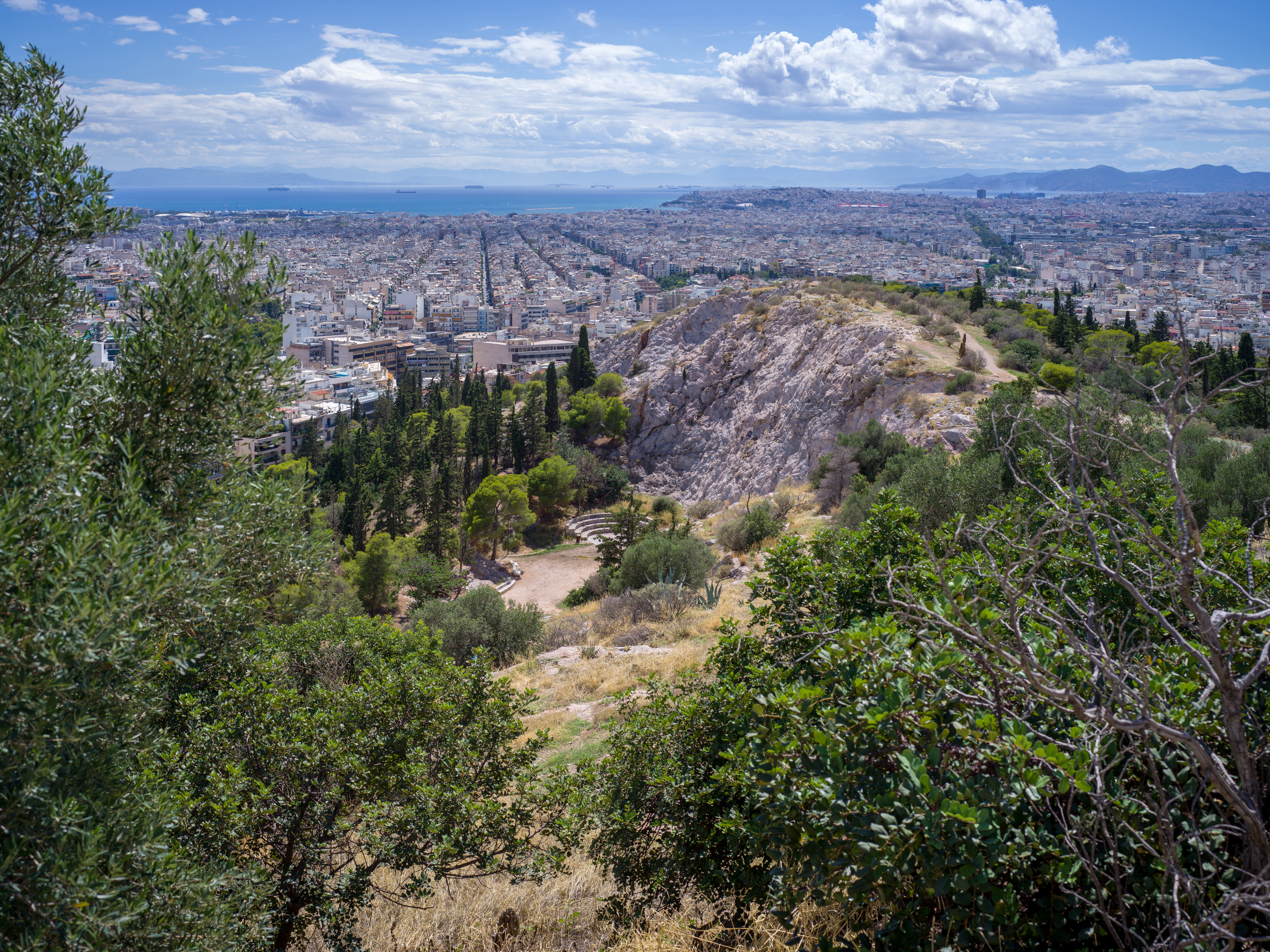
Vue sur Athènes depuis la colline des Muses.
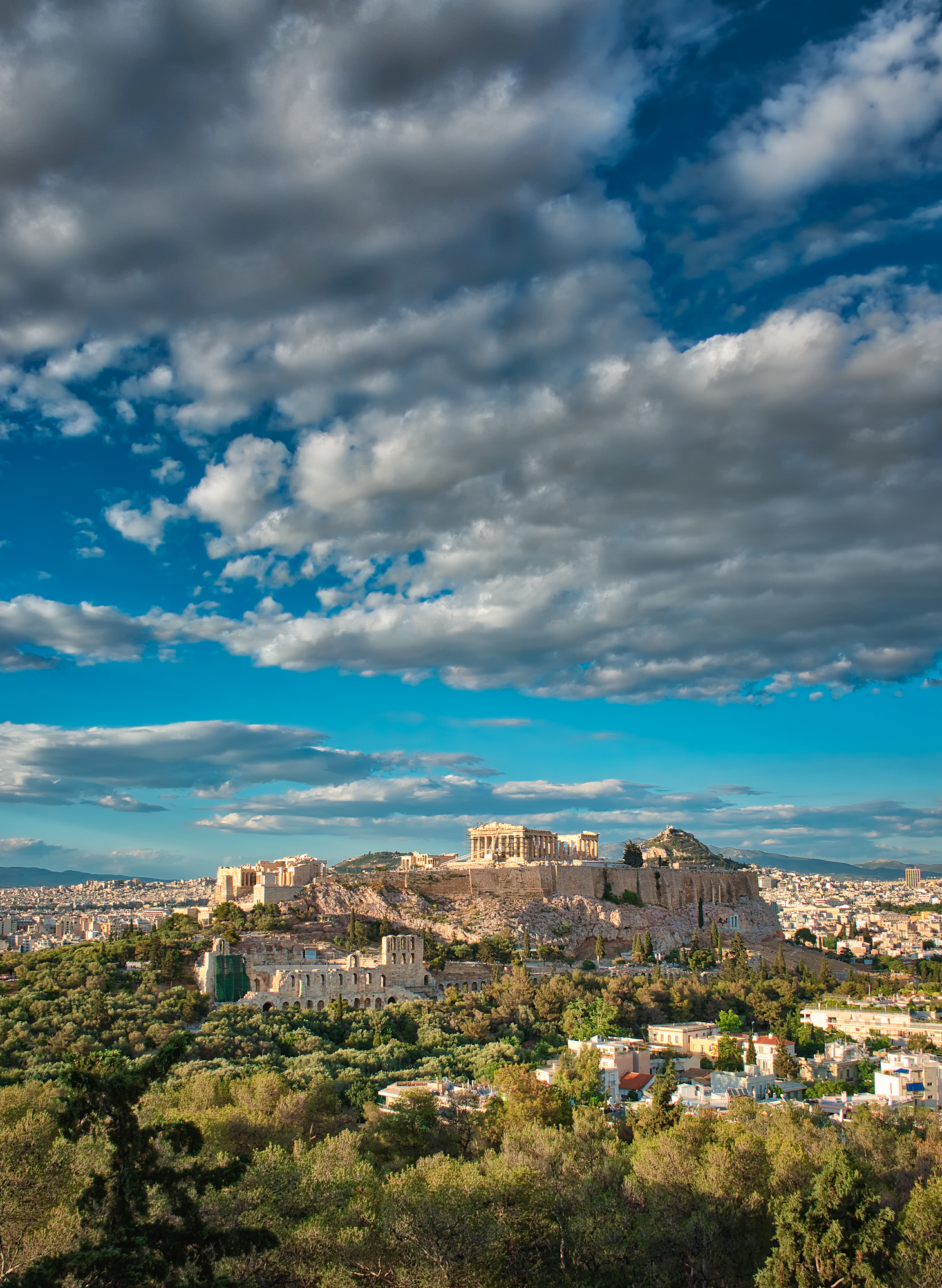
L'acropole d'Athènes vue depuis la colline des Muses.